# マヌエル・アルムニア
マヌエル・アルムニア（Manuel Almunia Rivero, 1977年5月19日 - ）は、スペイン・パンプローナ出身の元サッカー選手。現役時代のポジションはゴールキーパー。

## 経歴
リーガ・エスパニョーラ・セグンダB（3部に相当）のCAオサスナBでキャリアをスタート。2001年、セルタ・デ・ビーゴに移籍するものの、レンタル生活を余儀なくされた。2003-04シーズンにはレンタル先のアルバセテBPの残留に貢献した姿がアーセン・ベンゲルの目に留まり、アーセナルFCへ移籍した。
2003-04シーズンは先発出場の機会もいくらかあったが、マンチェスター・ユナイテッドFC戦での4失点以降、リーグでの出場機会はなかった。
2005-06シーズン、UEFAチャンピオンズリーグ決勝では、先発出場していたイェンス・レーマンのレッドカードによる一発退場後に出場し、大会準優勝を経験した。
2006-07シーズンの序盤、レーマンの負傷離脱もありリーグ戦で先発することがあった他、フットボールリーグカップなどカップ戦の試合に出場した。
2007-08シーズンは正ゴールキーパーとして試合に出場した。レーマンはVfBシュトゥットガルトへと移籍、翌2008-09シーズンより背番号1をつけてプレーした。
2008-09シーズンはキャプテンマークを巻く機会が増えた。2009年4月30日のUEFAチャンピオンズリーグ準決勝のマンチェスター・ユナイテッドFC戦。オールド・トラッフォードで相手に押し込まれる展開の中、カルロス・テベス、クリスティアーノ・ロナウド、ウェイン・ルーニーらの至近距離からのシュートをことごとくブロックした。チームは0-1で敗れたが、アルムニア自身はプレーヤー・オブ・ザ・マッチに選ばれ、マンチェスター・ユナイテッド監督のアレックス・ファーガソンは「アルムニアがいなければもう3、4点は取れたはずだった」とコメントした。
2011年9月30日、ロバート・グリーンが膝の負傷で6週間離脱となったため1ヶ月間だけウェストハム・ユナイテッドにローン移籍することが公式発表された。
2014年8月にカリアリ・カルチョへの加入が目前に迫ったが、心臓疾患が発覚したため現役引退を表明した。